# Görögök
A görögök vagy régiesen hellének (görögül: Ελληνες – ellinesz) egy etnikai csoport, akik a Földközi-tenger keleti régióiban élnek, többnyire Görögországban és Cipruson. Jelentősnek mondható görög népesség él szerte a világban.
A többségük vallása a görög ortodox.

## Történelem

### Ókor
A görögök elődei valószínűleg a Kr.e. 3. évezred végén érkeztek a ma Görögországnak nevezett területre.

### Modern kor
A 20. század elején még nagyobb létszámú görög lakosság élt Kis-Ázsiában, Isztambulban és a Márvány-tenger vidékén is, ám az 1919–1922 közötti görög–török háború után az itt élő görögök többségének menekülnie kellett a török csapatok elől.